# Hetman Uneraser
Hetman Uneraser -  умовно безкоштовна програма для  відновлення видалених даних, з можливістю перегляду списку файлів, видалених з логічного диску користувача, та зберігання відновлених файлів в зазначену користувачем папку. Програма відновлює не тільки випадково видалені файли, але і файли, втрачені в результаті  форматування носія інформації, вірусної «атаки» або збоя програмного забезпечення. 
Утиліта підтримує файлові системи FAT 12/16/32, NTFS і NTFS5 і забезпечує відновлення файлів основних форматів - документів Microsoft Office Word,  Excel і  PowerPoint (DOC, XLS, PPT, ONE, PDF, RTF), відео та аудіофайлів (AVI, DAT, MKV, MOV, MPG, VOB, WMV, M4P, MP3, WAV, WMA) і цифрових зображень (CR2, CRW, JPEG, JPG, RAW, PSD, CDR, BMP). 

## Алгоритм роботи програми
Після запуску програма виконує попереднє сканування всіх підключених носіїв і формує початковий список видалених розділів і файлів. Вікно програми включає три основні панелі: перелік логічних дисків і папок, панель для відображення виявлених файлів і блок панелей для попереднього перегляду файлу і відображення списку файлів для відновлення.  Однак, попередній аналіз найчастіше не може знайти всі видалені з диска файли, тому існує функція глибокого аналізу. Його відмінність полягає в тому, що пошук виконується за файловими сигнатурами, але при цьому втрачається інформація про імена, розміри та дати створення файлів. Пошук видалених файлів можливо також запускати з допомогою майстра, який можна налаштувати за типами та розмірами файлів, які шукаються. 
Після пошуку видалених даних відбувається процес їх відновлення. Він виконується за допомогою ще одного майстра. Майстер пропонує вибрати один з чотирьох методів збереження (на жорсткий диск, запис на CD / DVD, створення віртуального образу ISO, збереження в Інтернеті через FTP-сервер ).  В утиліті також передбачений попередній перегляд, який можна використовувати перед відновленням графічних файлів і файлів офісних програм. 

## Системні вимоги
- Процесор з тактовою частотою від 1000 МГц
- Об'єм оперативної пам'яті 512 Мб
- Операційна система Microsoft Windows NT, Windows 98, Windows 2000, Windows XP, Windows Server 2003, Windows Server 2008, Windows Vista
- Вільне місце на диску - 42,9 Мб